# Beit Kahil
Beit Kahil (àrab: بيت كاحل, Bayt Kāḥil) és una municipi palestí de la governació d'Hebron, a Cisjordània, situat 7 kilòmetres al nord-oest d'Hebron. Segons l'Oficina Central Palestina d'Estadístiques tenia 8.618 habitants el 2016. La població està dividida en nombrosos clans, com els al-Attawna, al-Assafra, al-Zuhoor, al-Judi, Barham i al-Khateeb. Té una superfície de 5,795 dúnams.

## Història
Victor Guérin va assenyalar que el lloc era aparentment antic i va suggerir que Beit Kahil fos reconegut amb el llatí Cela (grec Κηλά), descrit per Eusebi de Cesarea en el seu Onomasticon, més que amb la Queilà bíblica (grec: Κεειλά), que ja era una ruïna en temps de Guérin.

### Època otomana
En 1863 Victor Guérin va assenyalar que hi havia 30 cases, mentre que segons una llista de pobles otomans del 1870 comptava 8 cases i una població de 22, tot i que el recompte de població només incloïa homes.
En 1883 el Survey of Western Palestine (SWP) del Fons per a l'Exploració de Palestina va descriure Beit Kahel com “un petit llogaret en una cresta, construït de pedra, amb un pou al sud. Aparentment un antic lloc, amb tombes tallades en roca.”

### Mandat Britànic de Palestina
En el cens de Palestina de 1922, dut a terme per les autoritats del Mandat Britànic, Beit Kahil tenia 336 habitants, tots musulmans, incrementats en el cens de Palestina de 1931 a 452 musulmans en 90 cases habitades. In the latter census it was counted with Kh. Beit Kanun, Kh. Hawala and Kh. Tawas.
En el cens de 1945 la població de Beit Khalil era de 570 musulmans, i l'àrea total de terra de 5.795 dúnams de terra segons una enquesta oficial de terra i població. D'aquests, 1,359 dúnams eren plantacions i regadius, 1,785 eren per a cereals, mentre 26 dúnams eren sòl edificat.

### Després de 1948
Després de la Guerra araboisraeliana de 1948 i els acords d'armistici de 1949, Beit Kahil va quedar sota un règim d'ocupació jordana. Des de la Guerra dels Sis Dies en 1967, Kharas ha romàs sota ocupació israeliana.